# 埃里克·安德松
埃里克·安德松（瑞典語：Erik Andersson，1896年3月17日—1985年2月23日），瑞典男子游泳、水球运动员。他曾代表瑞典参加1920年和1924年夏季奥林匹克运动会水球比赛，其中1920年奥运会获得一枚铜牌。